# Viola pedatifida
Viola pedatifida — вид квіткових рослин з родини фіалкових. Це багаторічна рослина, що поширена у США (Аризона, Арканзас, Колорадо, Іллінойс, Індіана, Айова, Канзас, Мічиган, Міннесота, Міссурі, Монтана, Небраска, Нью-Мексико, Північна Дакота, Огайо, Оклахома, Південна Дакота, Вісконсин, Вайомінг) й Канади (Альберта, Манітоба, Онтаріо, Саскачеван).

## Середовище проживання
Населяє прерії, луки, зруйнований ґрунт, сухі грависті пагорби; на висотах 500–1000 метрів.

## Біоморфологічна характеристика
Це багаторічна рослина 5–30 см заввишки, без столонів; кореневище товсте, м'ясисте. Стебла відсутні. Листки прикореневі, 2–11, від висхідних до прямовисних, 5–9-лопатеві; прилистки лінійно-ланцетні, краї цілокраї, верхівка загострена; листкові ніжки 3–16 см, запушені; листкові пластинки схожі за шириною та формою, частки ланцетні, лопатчасті, серпоподібні або лінійні, 1–7 × 2–8 см, краї цілокраї, війчасті, верхівка від гострої до тупої, поверхні запушені, волоски іноді зосереджені на жилках. Квітконоси 5–18 см, голі чи запушені. Квітки: чашолистки від ланцетних до яйцеподібних, краї війчасті чи ні; пелюстки від світло- до ніжно-червонувато-фіолетових на обох поверхнях, нижні 3 білі в основі та з темно-фіолетовими прожилками, бічні 2 й найбільш нижча бородаті, найбільш нижча 10–25 мм, шпора такого ж кольору, як пелюстки, 2–3 мм. Коробочки еліпсоїдні, 10–15 мм, голі. Насіння бежеве, плямисте до бронзового, 1.5–2.5 мм. 2n = 54. Цвітіння: березень – червень.